# Elachertus advena
Elachertus advena är en stekelart som beskrevs av Timberlake 1926. Elachertus advena ingår i släktet Elachertus och familjen finglanssteklar. Inga underarter finns listade i Catalogue of Life.